# 饰纹姬蛙
饰纹姬蛙（学名：Microhyla ornata），俗稱小雨蛙，为姬蛙科姬蛙属的两栖动物。

## 特征

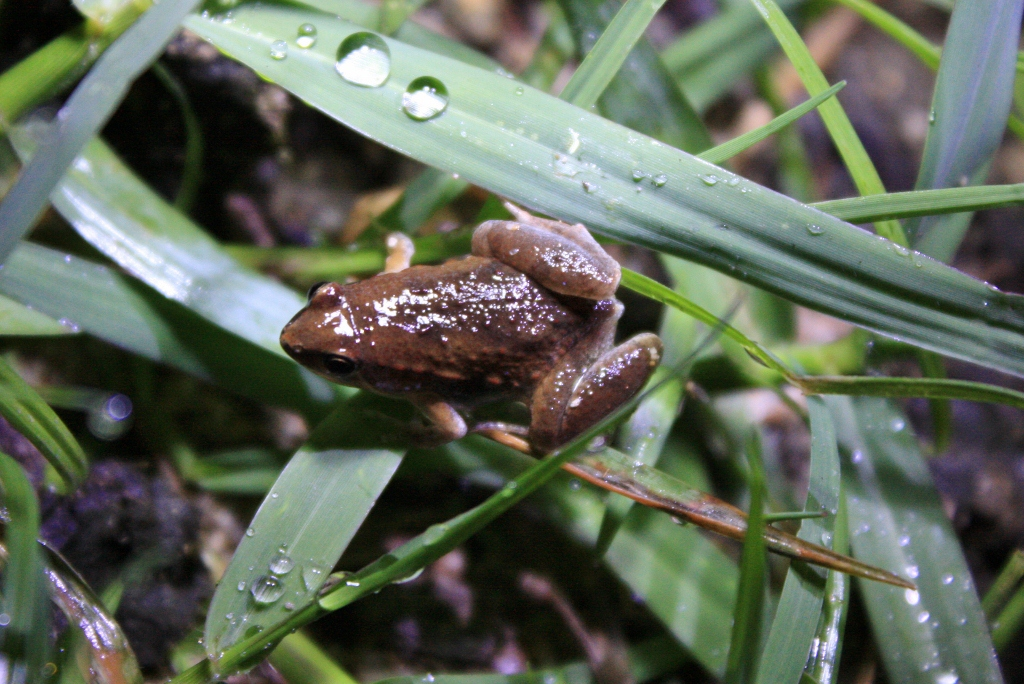
藏匿於草叢中的飾紋姬蛙。

体长约2厘米多，叫聲為低沉、整齊而具有節奏感的「ㄍㄧ～ㄍㄧ」聲，外表特徵如下：
- 體色為土褐色或灰棕色。[3]
- 背上有两条深棕色纹，由两眼睑间延伸到身体后端，因而得名[4]。
- 四肢都有横斑，白色腹面。
- 趾间有微蹼，雄蛙在咽下有单个外声囊。
- 喉部鳴囊的地方為黑色。
- 頭小而尖，身體較嬌小肥短，身體略呈三角形[5][6]。

## 分布
分布于台湾、印度、斯里蘭卡以及中国大陆的山西、河南、甘肃、江苏、浙江、安徽、福建、江西、湖北、湖南、广东、广西、海南、四川、云南、贵州、陕西等地，常栖息于水田或水塘中及水域附近草丛。该物种的模式产地在印度。